# Acestes
Acestes (Latijn) of Aigestos (Oudgrieks: Αἰγέστος) is in de Griekse en Romeinse mythologie een Siciliaanse koning van Trojaanse afkomst.
Acestes wordt onder meer genoemd in het epos Aeneis van Vergilius. Acestes werd volgens de Aeneis op Sicilië geboren, als zoon van de plaatselijke riviergod Crinisus en een Trojaanse moeder. Toen Aeneas, een Trojaanse held, op Sicilië aankwam, verwelkomde Acestes hem. Aeneas organiseerde ter ere van zijn overleden vader Anchises spelen.
Tijdens de boogschietwedstrijd had Eurythion, die voor Acestes het doel weet te bereiken, de erepalm reeds gewonnen. Desondanks richtte Acestes zijn pijl en deze vatte vlam door de snelheid (of zoals anderen zeggen door de goedkeuring van Jupiter). De Engelse uitdrukking "an arrow of Acestes" verwijst naar deze passage in de Aeneis.
Ook de Griekstalige Dionysius van Halicarnassus, een tijdgenoot van Vergilius, vermeldt Acestes in zijn Romeinse Oergeschiedenis, maar noemt hem Aigestos. Volgens Dionysius was Aigestos uit Troje afkomstig, maar was hij al eerder dan Aeneas uit Troje vertrokken en had hij zich bij de rivier de Crinisus gevestigd. Ter ere van Aigestos stichtte Aeneas op Sicilië de stad Aigesta.